# Clearfield (Utah)
Clearfield város az USA Utah államában, Davis megyében. Lakosainak száma 31 909 fő (2020. április 1.).

## Népesség
A település népességének változása:

| 2010 | 30 112 |
| 2020 | 31 909 |